# HD 13189
HD 13189 ist ein Riesenstern der Spektralklasse K2. Er besitzt eine scheinbare Helligkeit von 7,57 mag. Die Masse von HD 13189 beträgt etwa zwei bis sieben Sonnenmassen.
Astronomen der Friedrich-Schiller-Universität Jena veröffentlichten im Jahr 2005 ihre an der Thüringer Landessternwarte gemachte Entdeckung eines Objektes, das um diesen Stern kreist und bei dem es sich um einen Braunen Zwerg oder Exoplaneten handeln könnte.

## Begleiter
Der Begleiter von HD 13189 wurde von einer Forschungsgruppe unter der Leitung von Professor Artie Hatzes, dem Direktor der Thüringer Landessternwarte, durch Beobachtung der periodischen Schwankungen der Radialgeschwindigkeit des Zentralgestirns nachgewiesen. Die Thüringer Erkenntnisse sind später vom McDonald-Observatory in Texas bestätigt worden. Der Begleiter ist mindestens 8 bis 20 Mal massereicher als der Planet Jupiter, der größte Planet des Sonnensystems, und braucht für einen Umlauf rund 472 Tage. Die große Halbachse des Orbits beträgt ca. 2 Astronomische Einheiten.